# Berenike IV
Berenike IV Epifaneia, född 76 f.Kr., död i juni 55 f.Kr., var drottning i ptolemeiska riket i Egypten från 58 till 55 f.Kr.

## Biografi
Berenike var dotter till Ptolemaios XII Auletes och Kleopatra V. Hennes mor antingen avled eller försköts av hennes far år 69, då han gifte sig med en okänd kvinna, som blev mor till hennes fyra yngre halvsyskon: bland dem den berömda Kleopatra VII.

### Tronbestigning
Berenikes far var impopulär på grund av vad som uppfattades som pro-romersk politik och de höga skatter han tog ut för att kunna finansierade romerska mutor. När Cypern, som var ett vicekungadöme under Auletes bror, annekterades av Rom år 58 f.Kr. avsattes Auletes i september av en statskupp utförd av oppositionen i Alexandria, som placerade hans dotter Berenike på tronen. Hon tycks ha samregerat med en kvinna vid namn Kleopatra VI, som år 57 finns omnämnd på en officiell inskription men som tycks ha avlidit senare samma år. Denna Kleopatra var antingen hennes mor eller hennes enda helsyster. I det fall hon var hennes mor, avled hon aldrig år 69 utan försköts, och återkom till makten då hennes före detta make avsattes och hennes dotter Berenike placerades på tronen. Om hon var hennes syster, var hon hennes enda helsyster, placerades tillsammans med henne på tronen och förgiftades möjligen av henne, då Berenike ville regera ensam. Det är troligast att hennes medregent var hennes mor, eftersom Strabon uppger att Auletes endast hade tre döttrar: Berenike IV, Kleopatra VII och Arsinoe IV.  

### Regeringstid
Berenike IV ska ha ansträngt ekonomin med utgifter på mode och lyxkonsumtion. Eftersom Egyptens sed inte godkände att hon regerade ensam, utan krävde att hon skulle utse en make och medregent, utsattes hon för press att göra detta. Hon vägrade, men tvingades till slut att acceptera ett äktenskap med en seleukidisk prins, Seleukos VII Kybiosaktes, som var hennes släkting eftersom han var son till Kleopatra Selene I av Egypten. Berenike lät mörda Seleukos kort efter bröllopet. Hennes vägran att gifta sig orsakade oro bland hennes rådgivare för hennes regerings fortbestånd, och de fortsatte därför att föra äktenskapsförhandlingar med många olika kandidater. En av dem var den sista seleukiderkungen, Philipp II, men det äktenskapet förhindrades av Rom genom Syriens ståthållare Aulus Gabinius. Berenike gifte sig slutligen för andra gången med Archelaos, överstepräst i Komana i Kappadokien. Han påstod sig vara son till kung Mithridates VI Eupator av Pontos och alltså prins, men Strabon hävdar att han var son till en av Mithridates generaler, som hade gått över till romarna och därmed fått sitt prästämbete. Archelaos blev hennes make, men han blev inte utnämnd till hennes medregent.

### Död
År 55 f.Kr. invaderade hennes far Egypten stödd av en romersk här från Aulus Gabinius för att återta tronen. Archelaos föll i strid mot Gabinius då han försökte försvara huvudstaden, och i mars intog romarna Alexandria och Berenike avsattes och tillfångatogs. Berenike och en stor del av hennes mest förmögna anhängare avrättades på order av Auletes, som också gav romarna tillstånd att ta ut skatt och stationera trupper i Egypten.